# Sepsi Duna Aréna
A Sepsi Duna Aréna, korábbi nevén Sepsi OSK Aréna, a Sepsi OSK SC mérkőzéseinek otthont adó sportlétesítmény, UEFA-négycsillagos, 8500 férőhelyes labdarúgóstadion.
Az építkezés 2019-ben kezdődött, és két év alatt épült meg a stadion. A nyitómérkőzésen a járványügyi korlátozások miatt 2400 néző vehetett részt a FC Voluntari elleni avatón.
2025. május 10-től a stadion neve Sepsi Duna Aréna, a Duna Aszfalt Zrt.-vel kötött együttműködés következtében.

## Megközelítése
A létesítmény a helyi tömegközlekedéssel egyszerűen megközelíthető, az 5-ös busz áll meg előtte. Autóval a városon áthaladó 13-as főútról kell letérni a stadion felé.